# (172932) Bachleitner
(172932) Bachleitner est un astéroïde de la ceinture principale.

## Description
(172932) Bachleitner est un astéroïde de la ceinture principale. Il fut découvert le 1er mai 2005 à Altschwendt par Wolfgang Ries. Il présente une orbite caractérisée par un demi-grand axe de 2,54 UA, une excentricité de 0,12 et une inclinaison de 9,3° par rapport à l'écliptique.
Il est nommé d'après l'astronome amateur autrichien Hannes Bachleitner.

## Compléments